# Stiphidiidae
Stiphidiidae zijn een familie van spinnen.

## Geslachten
- Aorangia Forster & Wilton, 1973
- Asmea Gray & Smith, 2008
- Borrala Gray & Smith, 2004
- Carbinea Davies, 1999
- Couranga Gray & Smith, 2008
- Elleguna Gray & Smith, 2008
- Jamberoo Gray & Smith, 2008
- Kababina Davies, 1995
- Karriella Gray & Smith, 2008
- Malarina Davies & Lambkin, 2000
- Marplesia Lehtinen, 1967
- Neolana Forster & Wilton, 1973
- Neoramia Forster & Wilton, 1973
- Pillara Gray & Smith, 2004
- Procambridgea Forster & Wilton, 1973
- Stiphidion Simon, 1902
- Tartarus Gray, 1973
- Therlinya Gray & Smith, 2002
- Tjurunga Lehtinen, 1967
- Wabua Davies, 2000

## Taxonomie
Zie ook de lijst van Stiphidiidae.